# Alojz Kojc
Alojz Kojc, vrtnar, fotograf, * 3. februar 1898, Predel nad Šmarjem pri Jelšah, † 23. maj 1945, Gorice nad Šoštanjem.

## Življenje
Alojz Kojc se je rodil 3. februarja 1898 v Predelu nad Šmarjem pri Jelšah. Štiriletno ljudsko šolo je obiskoval v rojstnem kraju. O nadaljnjem izobraževanju, tudi o tem, kje se je izučil za vrtnarja, podatki niso ohranjeni. Kot vrtnar oz. vrtnarski pomočnik je služboval pri številnih delodajalcih. Prvo službo je opravljal na gradu Žovnek pri Braslovčah, kjer se je kot vrtnarski pomočnik zaposlil leta 1919. Služboval je tudi na gradu Šenk (Schloss Sannegg) na Polzeli, v vrtnariji Gaberje pri Celju (pri Mihaelu Kokošinku), pri Paromlinu v Celju (pri Petru Majdiču), pri Francu Robleku v Žalcu, pri veleposestnici Anemarie Westen na posestvu Gaberje pri Celju, na graščini Ainöd v Vojniku (pri Faniki Dickin), pri Državni kobilarni Sarajevo, na Rudniku Trbovlje in tamkajšnji elektrarni ter v Tovarni usnja Šoštanj pri družbi Franz Woschnagg & sinovi, kjer je skrbel predvsem za parkovne površine ob dvorcu  Gutenbüchel v Ravnah pri Šoštanju ter za zasnovo in ureditev okolice Vile Široko v Šoštanju. Veljal je za vzornega, skrbnega in zvestega delavca, kot so ga v priporočilnih pismih opisali delodajalci. Leta 1928 se je odločil za samostojno poklicno pot. Kot samostojni vrtnar z uradnim nazivom Kojc Alojz, umetni in trgovski vrtnar, je služboval v Šoštanju vse do svoje smrti. Njegove storitve so vključevale izdelavo nagrobnih vencev, za urejanje grobov je imel tudi večletne pogodbe, in vsakovrstnih šopkov ter gojenje trajnih cvetlic. Bil je fotograf, zbiratelj mineralov in školjk ter se nasploh veliko družbeno udejstvoval, tudi kot član Združenja vrtnarjev in izdelovalcev vencev v Ljubljani in Slovenskega planinskega društva. 

4. septembra 1924 se je poročil z Marijo Šip, šiviljo pri družini Woschnagg v Šoštanju, kjer je takrat tudi sam služboval. Rodila sta se jima sin Viktor (1925) in hči Malvina (1943). Umrl je 23. maja 1945 kot ena izmed 26 povojnih žrtev, ki so bile ustreljene na Goricah nad Šoštanjem.

## Zapuščina
Obsežna vrtnarska zapuščina Alojza Kojca, ki velja za edinstveno tako v slovenskem kot tudi evropskem prostoru, obsega strokovno literaturo (več kot 100 strokovnih knjig in vrtnarskih priročnikov v slovenskem, nemškem, angleškem, srbohrvaškem in češkem jeziku) ter vrtnarska in za vrtnarstvo pomembna orodja in pripomočke (veliko in malo vrtno orodje, orodje za nego rastlin, pripomočke za ugotavljanje kvalitete prsti, merilno orodje in pripomočke za označevanje ter raziskovanje, kemična zaščitna sredstva in regulatorje rasti, kemijsko posodo in pripomočke za merjenje vlage, temperature ter tlaka). Zbrana in predstavljena je v okviru stalne zbirke Zeleno za vse čase v Vili Mayer v Šoštanju. 